# Флавия Бурев
Флавия Адриана Бурев (на румънски: Flavia Adriana Buref) е румънска филмова актриса, сценаристка, поетеса и продуцентка на телевизионни предавания.

## Биография
Родена е на 29 ноември 1934 година в Крайова, Румъния. Произхожда от арумънско семейство на бежанци от Битоля. В 1956 година завършва Института за театър и кинематография „Йон Лука Караджале“ в Букурещ в 1956 година. Дебютира във филма Dincolo de brazi (1957), режисиран от Мирча Драган и Михай Якоб. От 1974 година пише леки музикални текстове, романи, стихове, детски книги. Авторка е на текстовете за песните във филмите Mama (1977) и Eu, tu si Ovidiu (1978). Тя продуцира над 300 телевизионни предавания и е авторка на много сценарии за Националния радиофоничен театър.
Умира на 18 декември 2016 година в Букурещ.
Носителка е на наградата „Око на човечеството“ на 4-ия Международен филмов фестивал в Аржентина, 1964 година.

## Филмография
Играе във филмите:
- Dincolo de brazi (1957)
- Setea (1961)
- A fost prietenul meu (1961)
- Camera albă (1964)
- Doi băieți ca pîinea caldă (1965)
- Procesul alb (1965)
- Tatăl risipitor (1974)
- Nu filmăm să ne amuzăm (1975)